# ロルム県
ロルム県(フランス語：Loroum)はブルキナファソの北部地方の県。
県都はチタオ。
2006年の人口は約14.1万人。

## 行政区画

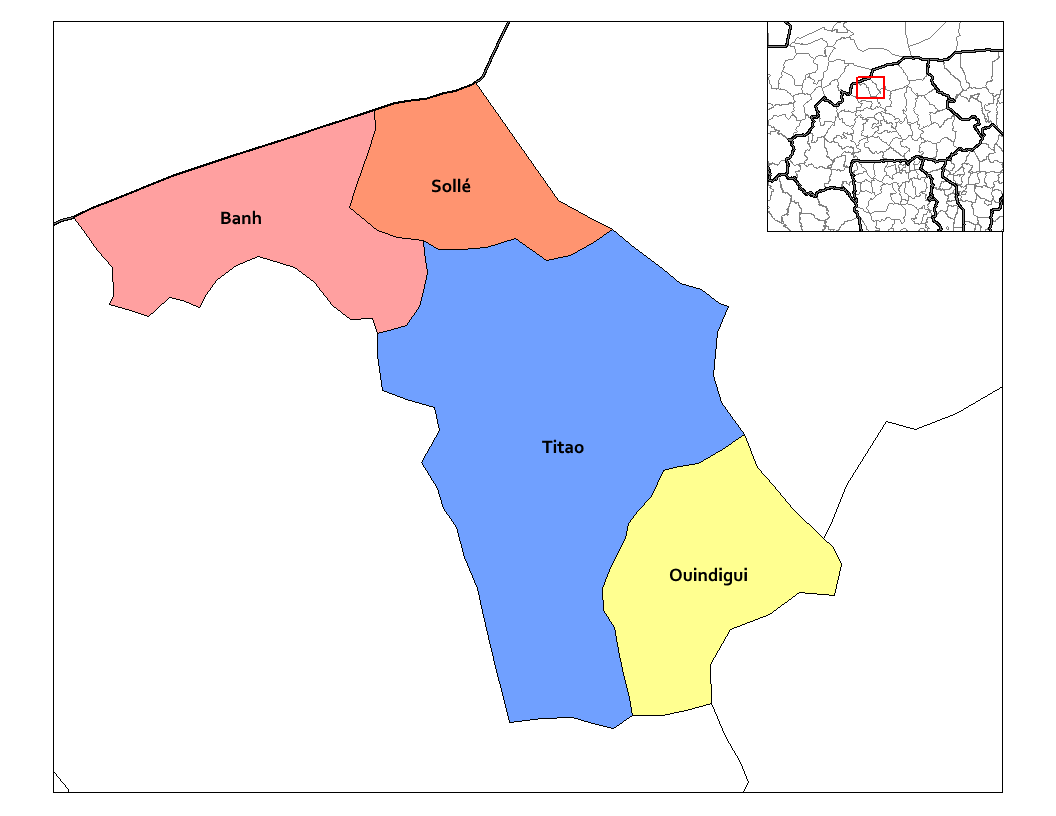
ロルム県の郡

| 郡             | 郡都         | 2006年の人口 |
| -------------- | ------------ | ------------ |
| バイン郡       | バイン       | 30,557       |
| ウワンディギ郡 | ウワンディギ | 28,432       |
| ソッレ郡       | ソッレ       | 17,622       |
| チタオ郡       | チタオ       | 66,379       |

## 地理
- 北西～北東：マリ
- 東：スム県
- 南東：バム県
- 南～西：ヤテンガ県

## 教育
2011年時点で、192の小学校と12の中学校が有った。

## 医療
2011年時点で、20の診療所に3人の医者と52人の看護師が居た。